# Léitos
Vous pouvez aider à l'améliorer ou bien discuter des problèmes sur sa page de discussion.
- Il ne s’appuie pas, ou pas assez, sur des sources secondaires ou tertiaires. (Marqué depuis février 2025)
- La traduction doit être revue. Le contenu est difficilement compréhensible à cause d’erreurs de traduction, peut-être dues à l’utilisation d’un logiciel de traduction automatique. (Marqué depuis février 2025)

- Archive Wikiwix
- Bing
- Cairn
- DuckDuckGo
- E. Universalis
- Gallica
- Google
- G. Books
- G. News
- G. Scholar
- Persée
- Qwant
- (zh) Baidu
- (ru) Yandex
- (wd) trouver des œuvres sur Wikidata

Dans la mythologie grecque, Léitos (/ˈliːɪtəs/; Grec ancien: Λήϊτος Leϊtos) était un chef des Béotiens et amiral de 12 navires qui ont navigué contre Troie. 

## Ascendance
Léitos serait le fils d’Alector (Alectryon) et de Polybule ou de Lacritus et Cleobule. Il était le frère de Clonius, et probablement le demi-frère d’Arcesilaus et de Prothoenor. 

## Biographie
Selon Pseudo-Apollodore il aurait été l'un des Argonautes.
Il fut l’un des prétendants d’Hélène et a combattu dans la guerre de Troie 
Léitos fut l’un des sept chefs achéens (les autres étant Teucer, Thoas, Meriones, Antilochus, Peneleos et Deipyrus) devant lesquels Poséidon apparut lors de l’attaque des Troyens sur les navires achéens, les exhortant à riposter au lieu d’agir comme des lâches. 
Il  a tué 20 ennemis dont Phylacus. 
Il a été blessé par Hector à la main au poignet mais fut le seul chef béotien à rentrer chez lui en toute sécurité après la guerre de Troie. Il a également ramené les restes d’Arcesilaus, un autre chef béotien, et les a enterrés près de la ville de Lebadea. Il a été enterré à Plataeae.

## Honneur
L'astéroïde troyen de Jupiter (225276) Léitos porte son nom.